# Alvalade
Alvalade – stacja metra w Lizbonie, na linii Verde. Została otwarta 18 czerwca 1972 wraz ze stacjami Arroios, Alameda, Areeiro i Roma, jako część rozbudowy tej linii do Alvalade.
Ta stacja znajduje się przy Av. de Roma, w pobliżu skrzyżowania z Av. da Igreja, umożliwiając dostęp do Hospital Júlio de Matos i Laboratório Nacional de Engenharia Civil. Oryginalna stacja (1972) została zaprojektowana przez architekta Dinisa Gomesa i malarki Marii Keil. W dniu 17 sierpnia 2006 ukończono przebudową południowego holu stacji, na podstawie projektu Jorge Sancheza i artysty Bela Silva; Przebudowę holu północnego ukończono w dniu 25 października 2007 roku. Remont dworca przebudowano perony i wybudowano drugi hol. Podobnie jak najnowsze stacje metra w Lizbonie, jest przystosowana do obsługi pasażerów niepełnosprawnych.